# Ruprecht Pepijn van de Palts
Ruprecht Pepijn van de Palts (Amberg, 20 februari 1375 - aldaar, 25 januari 1397) was erfopvolger van de keurvorst Palts. Hij behoorde tot de Oude Keurlinie van het huis Wittelsbach.

## Levensloop
Ruprecht Pepijn was de oudste zoon van Ruprecht III van de Palts, vanaf 1498 keurvorst van de Palts en vanaf 1400 tevens Rooms-Duits koning, uit diens huwelijk met Elisabeth van Neurenberg, dochter van burggraaf Frederik V van Neurenberg.
Hij was nog een kind toen hij in 1379 verloofd werd met Catharina, dochter van koning Karel V van Frankrijk, maar het huwelijk kwam nooit tot stand. Bij zijn verloving werd Ruprecht Pepijn door zijn overgrootvader Ruprecht I reeds erkend als toekomstige erfgenaam van de volledige Palts, hetgeen in 1392 bevestigd werd door zijn grootvader Ruprecht II. Hetzelfde jaar huwde hij met Elisabeth van Sponheim (1365-1417), dochter en erfgename van graaf Simon III van Sponheim. Ze kregen geen kinderen. 
In 1396 vocht hij aan de zijde van de Hongaren in de Slag bij Nicopolis, met de Ottomanen als tegenstander. Hij keerde vervolgens ziek terug naar huis en overleed in januari 1397 op 21-jarige leeftijd in Amberg. Ruprecht Pepijn werd bijgezet in de Sint-Maartenskerk in Amberg.